# Magyardombegyház
Magyardombegyház község Békés vármegye Mezőkovácsházai járásában. 765 hektáros kiterjedésével a megye legkisebb közigazgatási területű települése.

## Fekvése
A vármegye délkeleti részén fekszik, szomszédai: északkelet felől Dombiratos, délkelet felől Kisdombegyház, délnyugat felől Battonya, északnyugat felől pedig Kunágota.

### Megközelítése
Közigazgatási területén áthalad, északnyugat-délkeleti irányban a Csanádapáca és Dombegyház, illetve az országhatár között húzódó (onnan Kisvarjaspuszta-Arad felé folytatódó 4439-es út, a környező települések nagy része irányából ezen érhető el; központján viszont csak a Battonyára vezető 4442-es út halad végig.

## Története
A Maros folyó sok-sok évezredek alatt lerakodott hordalékából alakult ki ez a sík vidék. Igen jó termőadottságai miatt már nagyon rég óta kisebb–nagyobb megszakításokkal lakott terület volt; leleteket találtak a bronzkorból és a későbbi időszakokból is. A legrégebbi emberkéz alkotta emlék a Cikó-halom, amely a településtől 2,5 km-re nyugati irányban található. 1814-ben a Nyéky földbirtokos család Makóról telepített református hitvallású zselléreket dohánykertészeknek a területre. Először Nyéky-Dombegyházának, majd 1863-tól Reformátusdombegyháznak nevezték. Mostani nevét, a Magyardombegyházat az alapító magyar telepesekről kapta. Népessége 1855-ben 751, 1910-ben 493 fő volt.

### A zsidóság története Magyardombegyházon
Az újjáalapított településre az 1800-as évek második felében zsidók érkeztek. Az első magyardombegyházi zsidóra vonatkozó említés 1857-ből való. A millennium idején telepedett le a községben Schwartz Pál, valamint Lőwy Ferenc és családja. Lőwy Ferenc földet vett, kocsmát és szatócsboltot nyitott a faluban. Az 1920-as évektől kezdve már csak Lőwyék éltek Magyardombegyházon, vegyeskereskedésük és házaik a templom mellett álltak. Lőwy Ferenc első felesége fiatalon meghalt, ezt követően újranősült. Lőwy Ferenc 1925-ben hunyt el, a kunágotai zsidó temetőbe temették. Özvegye, akit Fáni néninek szólított mindenki a faluban, tovább vezette a boltot. Lőwy Ferenc első házasságából négy gyermek született: János, Margit, József és Boriska. Boriska fiatalon elhunyt. A második házasságból született még egy fiú, Béla. A gyerekek közül a három fiú, József, János és Béla élt a faluban. József és János megnősült. 1944-ben a Lőwy családot és a többi magyardombegyházit Dombegyházra, az iskola épületébe gyűjtötték össze. Itt szalmán aludtak az egyik iskolateremben, és egy csendőr őrizte őket. Rövidesen Magyarbánhegyesre szállították a családokat, ahonnan a csabai, majd a debreceni gyűjtőtáborba kerültek. Innen a magyardombegyháziakat részben Strasshofba, részben Auschwitzba deportálták. Lőwy János munkaszolgálatban halt meg. Lőwy Józsefné kisfiával, Lászlóval és édesanyjával Auschwitzban halt meg. Lőwy Jánosné és kisfia 1945 tavaszán tért haza az ausztriai, bécsi deportálásból, anyósa, özv. Lőwy Ferencné csak nyáron érkezett vissza, őt Bergen-Belsenbe vitték. Lőwy József feleségül vette sógornőjét, megszületett lányuk, Margit. Ők az 1960-as években Izraelbe vándoroltak ki. Béla Kecskeméten dolgozott, édesanyja oda követte. Lőwy Margit Izraelben él, 2004-ben ellátogatott Magyardombegyházra.

## Közélete

### Polgármesterei
- 1990–1994: Gyüre András (független)[5]
- 1994–1998: Rácz Mihályné (független)[6]
- 1998–2002: Rácz Mihályné (független)[7]
- 2002–2006: Rácz Mihályné (független)[8]
- 2006–2010: Dús Ildikó (független)[9]
- 2010–2014: Dús Ildikó (független)[10]
- 2014–2019: Dús Ildikó (független)[11]
- 2019–2024: Dinyés Ildikó (független)[12]
- 2024– : Dohorné Szilasi Anikó (Fidesz)[1]

## Népesség
A település népességének változása:
| Lakosok száma | 193  | 220  | 237  | 168  | 161  | 160  | 164  |
|               | 2013 | 2014 | 2015 | 2021 | 2022 | 2023 | 2024 |

2001-ben a település lakosságának 100%-a magyar nemzetiségűnek vallotta magát.
A 2011-es népszámlálás során a lakosok 100%-a magyarnak, 2,1% cigánynak, 4,8% románnak mondta magát (a kettős identitások miatt a végösszeg nagyobb lehet 100%-nál). A vallási megoszlás a következő volt: római katolikus 23,3%, református 34,9%, evangélikus 3,7%, felekezeten kívüli 21,2% (11,6% nem nyilatkozott).
2022-ben a lakosság 81,4%-a vallotta magát magyarnak, 5% románnak, 1,9% cigánynak, 1,2% egyéb, nem hazai nemzetiségűnek (18,6% nem nyilatkozott; a kettős identitások miatt a végösszeg nagyobb lehet 100%-nál). Vallásuk szerint 25,5% volt református, 20,5% római katolikus, 3,7% református, 0,6% ortodox, 1,2% egyéb keresztény, 22,4% felekezeten kívüli (29,8% nem válaszolt).

## Nevezetességei
- Református templom